# Roekiah

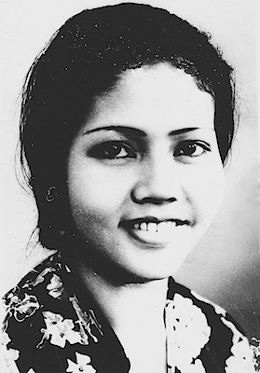
Roekiah

Roekiah (* 1917 in Bandung; † 2. September 1945 in Jakarta) war eine indonesische Sängerin und Schauspielerin. Sie war zu ihrer Zeit die berühmteste indonesische Filmschauspielerin:30 und begann ihre Karriere im Alter von 7 Jahren. In ihrem Heimatland galt Roekiah als Inbegriff der Schönheit. 1934 heiratete sie den Vertreter der herrschenden Eliten (Priyayi) Kartolo. Aus der Ehe gingen fünf Kinder hervor.

## Filmografie
- 1937: Terang Boelan (Full Moon)
- 1938: Fatima
- 1939: Gagak Item (Black Raven)
- 1940: Siti Akbari
- 1940: Sorga Ka Toedjoe (Seventh Heaven)
- 1940: Roekihati (1940)
- 1941: Poesaka Terpendam (Buried Treasure)
- 1942: Koeda Sembrani (The Enchanted Horse)
- 1944: Ke Seberang (To the Other Side)